# Verhosizsemje
Verhosizsemje (oroszul: Верхошижемье) városi jellegű település Oroszország Kirovi területén, a Verhosizsemjei járás székhelye.
Lakossága: 4357 fő (a 2010. évi népszámláláskor).

## Fekvése
A Kirovi terület központi részén, Kirov területi székhelytől 85 km-re délnyugatra terül el. Közelében ered a Vjatka egyik kisebb mellékfolyója, a Sizsma. A település nevének jelentése: 'a Felső-Sizsma vidéke'.
A legközelebbi vasútállomás a 60 km-re lévő Oricsi, a transzszibériai vasútvonal északi ágának Kirov–Kotyelnyics közötti szakaszán. A településen vezet át a Kirov–Szovjetszk P-168 (magyarul R-168) jelű közút.

## Története
1677-ben egy Trifonov nevű püspök alapította, aki ezen a helyen templomot építtetett. A falu 1929-ben lett a róla elnevezett járás székhelye, 1969-ben kapott városi jellegű település címet.